# 连蕊藤属
连蕊藤属（学名：Parabaena）是防已科下的一个属，为藤本植物。该属共有11种，分布于亚洲东南部。